# Mai 2024
Mai 2024 est le cinquième mois de l'année 2024.

## Environnement
D'après Copernicus, mai 2024 a été le mois le plus chaud jamais enregistré au niveau mondial, avec une température moyenne mondiale supérieure de +0,65 °C à celle de 1991-2020 et de +1,52 °C à la moyenne préindustrielle de 1850-1900.
C’est aussi le 12e mois consécutif de record de température. Entre juin 2023 et mai 2024, la température moyenne mondiale a été la plus élevée jamais enregistrée, supérieure de 0,75 °C à la moyenne 1991-2020 et de 1,63 °C à la moyenne préindustrielle.
Au Pakistan, ce réchauffement global et à l'origine d'une vague de chaleur, qui débute en mai et qui dure plusieurs mois. Le 27 mai, la province du Sind, les températures dépassent les 50°C, atteignant 52.2°C à Mohenjo-daro.

## Événements
- 20 avril au 6 mai : championnat du monde de snooker en Angleterre.
- 28 avril au 5 mai : 
  - championnat du monde de badminton par équipes féminines et masculines en Chine ;
  - 10e édition de La Vuelta Femenina en Espagne.
- 1er mai : un effondrement d'autoroute fait au moins 48 morts à Meizhou (Guangdong), en Chine, après des jours de fortes pluies[4].
- 3 mai : douze personnes sont tuées lors d'explosions provoquées par des bombes dans deux camps de personnes déplacées au Lac Vert et à Mugunga, au Nord-Kivu, en république démocratique du Congo[5].
- 4 mai : au moins 14 personnes sont tuées par des inondations et des glissements de terrain dans le sud de Sulawesi, en Indonésie[6].
- 4 au 26 mai : 107e édition du Tour d'Italie.
- 5 mai :
  - des inondations dans le sud du Brésil font au moins 78 morts ;
  - élections législatives et présidentielle au Panama, le conservateur José Raúl Mulino est élu ;
  - au Liban, des raids aériens israéliens à Meiss El Jabal provoquent des « destructions massives », tuant quatre civils et en blessant trois autres[7].
- 6 mai :
  - élection présidentielle au Tchad, Mahamat Idriss Déby est élu ;
  - l'armée de l'air turque mène des frappes aériennes sur le Kurdistan irakien, tuant 16 insurgés du PKK[8].
- 7 mai : au moins cinq personnes sont tuées par des frappes aériennes israéliennes à Rafah[9].
- 7 au 11 mai : Concours Eurovision de la chanson à Malmö en Suède.
- 8 mai : élections législatives et présidentielle en Macédoine du Nord, Gordana Siljanovska-Davkova est élue.
- 8 au 12 mai : 59e édition des championnats d'Europe de karaté en Croatie.
- 9 mai : 
  - huit personnes sont tuées et 44 sont portées disparues lors de l'effondrement d'un immeuble à George, en Afrique du Sud[10] ;
  - une vingtaine de personnes sont tuées et une soixantaine blessées après la proclamation des résultats provisoires de la présidentielle, à Ndjamena au Tchad[11].
- 9 au 12 mai : 26e édition des championnats d'Europe de taekwondo en Serbie.
- 10 mai :
  - élections législatives (2e tour) en Iran ;
  - au moins 72 personnes sont tuées par les inondations à Baghlan, en Afghanistan[12] ;
  - début de l'offensive de Kharkiv en Ukraine.
- 10 au 26 mai : 87e édition du championnat du monde de hockey sur glace en Tchéquie.
- 12 mai :
  - référendum constitutionnel et élection présidentielle en Lituanie ;
  - les glissements de terrain et les inondations en Indonésie tuent 28 personnes et quatre autres sont portées disparues[13] ;
  - au moins treize civils sont tués lorsque des fragments d'un missile ukrainien Tochka abattu ont touché un immeuble à Belgorod, en Russie[14].
- 13 mai :
  - au moins 14 Palestiniens sont tués par une frappe aérienne israélienne sur une maison de trois étages dans le camp de réfugiés de Nuseirat, la plupart des victimes étaient des femmes et des enfants[15] ;
  - au moins 14 personnes sont tuées, 75 sont blessées et d'autres sont coincées après l'effondrement d'un panneau d'affichage lors de fortes pluies à Mumbai, en Inde[16] ;
  - début d'émeutes en Nouvelle-Calédonie contre la modification du corps électoral ; l'état d'urgence est déclaré le 15 mai[17].
- 14 mai : Évasion et cavale du détenu Mohamed Amra, trafiquant de stupéfiants, au péage d'Incarville.
- 14 au 25 mai : 77e édition du Festival de Cannes.
- 15 mai : tentative d'assassinat de Robert Fico en Slovaquie.
- 16 et 17 mai : la Russie affirme avoir détruit ou intercepté plus de 100 drones ukrainiens, lors d'attaques lancées contre le sud-ouest du territoire russe et de la Crimée annexée[18].
- 17 mai :
  - des frappes aériennes israéliennes tuent cinq personnes au Liban[19] ;
  - trois Espagnols et trois Afghans sont tués, ainsi que de nombreux blessés, après une attaque meurtrière sur un marché de Bamiyan, au centre de l'Afghanistan[20].
- 18 mai :
  - au moins 68 personnes sont tuées par des inondations dans les provinces de Ghor et de Faryab, en Afghanistan[21] ;
  - au moins 23 migrants sont portés disparus dans plusieurs zones au large des côtes tunisiennes après être montés à bord d'un bateau à destination de l'Italie[22].
- 19 mai :
  - élections parlementaires et élection présidentielle en République dominicaine, Luis Abinader est réélu ;
  - en Iran, le président Ebrahim Raïssi meurt dans un accident d'hélicoptère ;
  - tentative de coup d'État en république démocratique du Congo ;
  - une trentaine de personnes sont tuées par l'armée malienne et le groupe Wagner à Amassine, près d'Anefis, dans la région de Kidal au Mali[23].
- 19 au 24 mai : 42e édition des championnats du monde de judo aux Émirats arabes unis.
- 19 au 26 mai : le bilan des victimes d'une tornade nocturne dans les États américains du Texas, du Kentucky, de l'Oklahoma et de l'Arkansas s'élève à 21 morts[24].
- 20 mai :
  - une attaque contre un village tue une quarantaine de personnes, par des hommes armés inconnus, dans le centre-nord du Nigeria[25] ;
  - une vingtaine de personnes sont tuées par des bandits armés dans La région de Tillabéri au Niger[26].
- 22 mai : Tô Lâm est élu président du Viêt Nam.
- 23 mai :
  - l'Armée chinoise commence des exercices militaires autour de l'île de Taïwan, en réaction à l'élection du président Lai Ching-te, qu'elle considère comme un séparatiste ; Taïwan mobilise son armée en réponse[27] ;
  - l'Assemblée générale des Nations unies vote pour établir le 11 juillet comme journée annuelle de commémoration du génocide de Srebrenica[28].
- 24 mai :
  - plus de 2 000 personnes sont enterrées vivantes[29] après un glissement de terrain survenu dans la province d'Enga, en Papouasie-Nouvelle-Guinée[30] ;
  - au moins 60 Palestiniens sont tués dans les attaques israéliennes à Rafah, Deir el-Balah et dans la ville de Gaza[31].
- 25 mai :
  - au moins six personnes sont tuées et 58 autres blessées lors de frappes russes contre un centre commercial et un quartier résidentiel à Kharkiv, en Ukraine[32] ;
  - au moins 18 civils sont tués par des hommes armés, dans une localité du centre du Mali[33].
- 26 mai :
  - au moins 45 personnes sont tuées lors d'une frappe aérienne israélienne contre un camp de civils déplacés à Rafah, dans la bande de Gaza[34] ;
  - élection présidentielle en Lituanie (2d tour), Gitanas Nauseda est réélu.
- 26 mai au 9 juin : 123e édition des Internationaux de France de tennis à Paris.
- 28 mai :
  - l'Espagne, l'Irlande et la Norvège reconnaissent ensemble la Palestine comme un État ;
  - dix-sept personnes sont tuées et six autres sont portées disparues après l'effondrement d'une carrière, en raison de vents violents à Aizawl en Inde[35] ;
  - vingt-et-une personnes sont tuées par une frappe israélienne dans un camp de réfugiés, dans l'ouest de Rafah[36] ;
  - les chars israéliens atteignent le centre de Rafah, douze personnes sont tuées à Al-Mawasi lors de violents affrontements[37].
- 29 mai :
  - élections générales en Afrique du Sud, le Congrès national africain (ANC) perd la majorité parlementaire qu'il détenait depuis les élections inaugurales post-apartheid en 1994 ;
  - élections législatives à Madagascar ;
  - référendum constitutionnel au Vanuatu, sur les amendements liés au changement de parti ;
  - Israël prend le contrôle total de la frontière entre l'Égypte et Gaza après avoir capturé le couloir de Philadelphie[38].
  - Faillite du studio d'animation japonais Gainax.
- 31 mai :
  - trois personnes sont tuées et seize autres blessées dans des frappes russes, à Kharkiv en Ukraine[39] ;
  - la marine américaine et la Royal Navy lancent des missiles balistiques, faisant 16 morts et 35 blessés au Yémen[40].